# Andrea Tesei
Andrea Tesei es un deportista italiano que compite en vela en la clase 49er. Ganó una medalla de bronce en el Campeonato Europeo de 49er de 2017.

## Palmarés internacional
| \| Campeonato Europeo \| Campeonato Europeo \| Campeonato Europeo \| Campeonato Europeo \| \| Año \| Lugar \| Medalla \| Clase \| \| ------------------ \| ------------------ \| ------------------ \| ------------------ \| \| 2017 \| Kiel (Alemania) \| Medalla de bronce \| 49er \| |                 |                   |       |
| Campeonato Europeo |                 |                   |       |
| Año | Lugar           | Medalla           | Clase |
| 2017 | Kiel (Alemania) | Medalla de bronce | 49er  |